# Sergi Garcia Sanjuan
Sergi Garcia Sanjuan (Oliva, 12 de novembre de 1991) és un esportista valencià. Juga de mitger a raspall amb el nom de Brisca.
De jove practicà el surf de vela, esport del que fou campió autonòmic i subcampió a nivell estatal. A pilota valenciana, ha guanyat tres voltes el Trofeu Mancomunitat de municipis de la Safor i va ser campió de la XXIV Lliga de raspall.
| A.   | Trofeu                              | Resultat  | Rest    | Punter | Adversaris                  |
| ---- | ----------------------------------- | --------- | ------- | ------ | --------------------------- |
| 2017 | XXIV Lliga Professional de Raspall  | campió    | Moltó   |        | Pablo, Sanchis i Raul       |
| 2022 | 8a Copa Caixa Popular               | campions  | Ian     |        | Marrahí i Canari            |
| 2018 | IV Copa Diputació de Raspall        | campió    | Mario   |        | Moltó i Néstor              |
| 2018 | III Trofeu mixt Masymas             | campió    | Moltó   |        | Ian i Canari                |
| 2017 | II Trofeu mixt Masymas              | campió    | Sergio  |        | Ian i Coeter II             |
| 2018 | XX Trofeu Gregori Maians            | campió    | Marrahí |        | Moltó i Canari              |
| 2015 | XVII Trofeu Gregori Maians          | campió    | Waldo   |        | Moltó i Sidhamed            |
| 2014 | XVI Trofeu Gregori Maians           | subcampió | Waldo   |        | Sanchis i Marrahí           |
| 2018 | XXI Trofeu Mancomunitat de la Safor | campió    | Vercher | Josep  | Badenes, Coeter II i Canari |
| 2017 | XX Trofeu Mancomunitat de la Safor  | campió    | Sergio  | Néstor | Ian, Canari i Raül          |
| 2015 | XIX Trofeu Mancomunitat de la Safor | campió    | Moltó   |        | Waldo i Sidhamed            |
| 2018 | Trofeu Bollo                        | campió    | Pablo   |        | Sergio i Canari             |
| 2017 | VI Trofeu Filósofo                  | campió    | Ian     |        | Sergio i Sanchis            |